# 甘比亞憲法
甘比亞憲法（英語：Constitution of the Gambia）是甘比亞共和國的最高法律。

## 歷史
甘比亞於1965年從英國的殖民統治獨立，成為一個主權國家。甘比亞國民議會通過了甘比亞憲法。憲法因1994年甘比亞政變而中止。修訂後的憲法於1997年1月生效，標誌著甘比亞政府正式回歸文官控制，儘管政變領導人葉海亞·賈梅仍然留任繼續擔任甘比亞總統20年，並對國家行使強大的控制權。
2016年甘比亞總統選舉後，葉海亞·賈梅拒絕承認選舉結果並拒絕下台，引發2016年—2017年甘比亞憲政危機。隨後，他因西非經濟共同體的軍事干預而被趕下台，甘比亞新總統阿達馬·巴羅於2017年1月上任。